# Černouhelné doly na Žacléřsku
Černouhelné doly na Žacléřsku byly zakládány v dobývacím prostoru Žacléř (DP Žacléř) v katastrálním území obcí Bernatice, Královec, Lampertice a Žacléř. Dobývací prostor má rozlohu 9,24725 km². Rozvoj těžby nastal koncem 18. století, kdy bylo kamenné černé uhlí dodáváno nejen kovářům, ale i do cihelen, vápenek a skláren. Mezi nejznámější těžaře patřili baron Silberstein, Müllerové a Rudolf Manger. Od roku 1896 postupně získala tyto doly společnost Západočeský báňský akciový spolek (ZBAS). Po ukončení druhé světové války přešly znárodněné doly pod národní podnik Východočeské uhelné doly (VUD, n.p.) Trutnov. V roce 1950 doly byly sloučeny a přejmenovány na Důl Jan Šverma (DJŠ) v Žacléři. Ukončení těžby v DP Žacléř nastalo ke dni 31. prosince 1992. Poslední vozík naložený uhlím vyjel na DJŠ v roce 2002. Od poloviny 19. století bylo vytěženo cca 27 milionů tun černého kamenného uhlí.

## Historie

### Počátky dolování
Zahájení těžby černého kamenného uhlí na území Žacléře se datuje do konce 16. století. Archivní prameny uvádějí datum 15. srpna 1570 za den, kdy opat Kašpar I. Hauser, představený cisterciáckého kláštera v Grüssau (Krzeszów v Polsku), povolil Jacobu Rabemu, rychtáři z nedaleké slezské obce Oppau (dnes Opawa v Dolnoslezském vojvodství), vyhledávání a těžení černého uhlí v žacléřském okolí. Těžba černého uhlí probíhala i v dalších letech, to je známo z urbářů (u převodu majetků) nebo z matrik, kdy je v záznamech uváděno hornické povolání. Uhlí bylo těženo z plytkých jam, protože uhelné sloje vycházely až na povrch. Zvýšené nároky nově se rozvíjejícího průmyslu náročného na spotřebu paliva způsobily, že v okolí nově vzniklých textilek, pivovarů, lihovarů, cihelen, vápenek a dalších závodů byl pociťován nedostatek dřeva a to nutilo podnikatele k přechodu na jiné palivo – černé uhlí. Zrušením jezuitského řádu přešlo žacléřské dominium do rukou státu a stát prostřednictvím horního eráru se začal starat o uhelná ložiska. Dalším podnětem pro rozvoj těžby uhlí bylo v roce 1787 zařazení černého kamenného uhlí mezi vyhrazené nerosty, vynětí z pozemkového vlastnictví vrchnosti, povolení (souhlas) k těžbě vydával stát. Tím byla umožněna těžba i další těžařům z řad drobné buržoazie.
Od roku 1775 byli na Žacléřsko posíláni odborníci ze saských a kutnohorských dolů, aby prozkoumali možná naleziště černého uhlí a otevřeli nové doly. V roce 1785 byla vyhloubena jáma Eliška a pro odvádění silných přítoků vody byla v roce 1876 zahájena ražba 240 m dlouhé dědičné štoly, později nazývané Vilemína (Wilhemine Stollen). Štola sloužila nejen k odvodnění, ale i jako těžní, větrní a k fárání mužstva. V roce 1811 byly na Žacléřsku položeny první důlní míry. Propůjčku získali společníci Ignác Sklenka a Engelbert Pohl na dolovou míru Marie Pomocné (Mariahilf mas). Žacléřskému panství byla propůjčena vrchnostenská důlní míra I a II. V letech 1814–1815 Rudolf Manger z Černé Vody položil své první dvě důlní míry Antonín a Ferdinand, od Krištofa Büchnera ze Žacléře odkoupil v roce 1816 dolovou míru Štěpán III. František Gaberle dne 1. února 1826 získal dolovou míru Hugo, která byla 22. prosince 1819 propůjčena Karlu Czerwencovi. Rozvoj důlní techniky umožňoval těžbu uhlí z větších hloubek. Byly zakládány jámy se svislými jámovými stvoly. V roce 1819 bylo na území Žacléře a Lampertic vyhloubeno 14 svislých jam. V roce 1820 bylo na Žacléřsku vytěženo 2200 tun uhlí, polovina připadala na vrchnostenské doly.
Ve třicátých letech 19. století byly raženy štoly Prokop (žacléřské panství), Josef (rodina Gaberlova), Antonín (Rudolf Manger) a Egidi (Josef Reichelt z Drážďan), které se později staly základem žacléřského dolu. Koncem třicátých let 19. století bylo na Žacléřsku v provozu celkem 8 závodů a v roce 1840 vytěžilo se 6600 tun uhlí. V roce 1841 přešlo Žacléřské panství do vlastnictví rytíře Karla Pulpana z Feldsteinu, které v roce 1842 získal Adolf baron Silberstein. V roce 1844 těžař z Oslavan Jan Müller koupil dolovou míru Marie Pomocné od Josefa Reichela za 36 000 tolarů.

### Hlubinné dobývání
Od poloviny padesátých let 19. století se rozvíjí těžba černého uhlí z větších hloubek, doly byly vybavovány parními stroji. V roce 1848 byla prohloubena jáma Jiří (baron Silberstein), v roce 1855 jáma Julie (Jan Müller), první strojní jáma. Kolem roku 1850 se roční těžba pohybovala ve výši cca 15 000 tun. Baron Silbernstein na Žacléřsku obnovil těžbu na starých jámách. Největším producentem uhlí byla jáma Eliška, která byla prohloubena a nově přestavěna v období 1868–1870. Jan Müller otevřel v roce 1868 jámu Marie, která byla vybavena parním těžním strojem. Těžba černého uhlí postupně narůstala, na dolech barona Silbersteina se roční produkce pohybovala kolem 10 000 tun, na dolech Kamenouhelného těžířstva bratří Müllerů kolem 5 500 tun a na dolech Rudolfa Mangera a Františka Gaberleho kolem 1 500 tun.
V první polovině sedmdesátých let 19. století se těžba černého uhlí pohybovala kolem 130 000 tun ročně. Mezi největší odběratele patřily závody a podniky v Trutnově, Hostinném, Vrchlabí, Horkách u Staré Paky a dalšícg průmyslových městech Podkrkonoší. Těžaři na Žacléřsku museli čelit konkurenci z jiných revírů (Kladno, Ostravsko, Slezsko), která využívala dostupné železnice k zásobování lokalit Podkrkonoší. Výstavbu místních komunikací zabezpečili jak Müllerové tak i baron Silberstein. V roce 1859 baron Silberstein zahájil výstavbu koňské dráhy do Trutnova, v roce 1868 byla železnice prodloužena přes Poříčí u Trutnova do Královce a v roce 1869 až do Libavy v pruském Slezsku. V roce 1882 byla uvedena do provozu místní dráha z Trutnova do Královce.

### ZBAS
Sedmdesátá léta byla pro Žacléřsko ve znamení odbytové krize, která postihla nejvíce doly barona Silbersteina, a následné stagnace těžby uhlí. V roce 1896 kupuje bývalé doly barona Silbersteina Západočeský báňský akciový spolek (ZBAS) a o dva roky později i doly Kamenouhelného těžířstva bratří Müllerů. ZBAS byla společnost s největší těžbou uhlí na Žacléřsku až do roku 1945, kdy byla znárodněna. V letech 1897 až 1901 ZBAS provedlo osm průzkumných vrtů, které přispěly k otevření 15. až 28. sloje nadložní skupiny. Byly raženy překopy, doly Julie, Marie a Františka byly prohloubeny. V letech 1900–1901 bylo postaveno prádlo, elektrická centrála, lanovka a mimo areál dolů budova ředitelství a úřednické domy. Pro havíře byly postaveny kolonie Bílá a Červená. Zaváděny byly nové výkonné důlní mechanizmy. V roce 1898 těžba činila 153933 tun a v následujícím roce to bylo již 211 534 tun. ZBAS v roce 1905 vytěžila 257 900 tun uhlí, v krizových letech těžba klesla až na 199 600 tun v roce 1925. V období druhé světové války ZBAS byl pod vlivem SUBAGu (Sudetenländische Bergbau A.G.), který podléhal koncernu Reichswerke Hermann Göring. V letech 1940–1941 těžba stagnovala. Ke zvýšení došlo v následujících létech po výměně dosavadního ředitele Tenscherta říšským Němcem z Vestfálska dr. ing. Günterem Dorstewitzem. Na žacléřské doly byli nasazeni váleční zajatci, kteří byli dodáváni ze zajateckého tábora ve Zhořelci (Görlitz).

### Po roce 1945
Po skončení druhé světové války byly doly ZBAS postaveny pod národní správu a znárodněny. Dnem 1. ledna 1946 byl vytvořen národní podnik Východočeské uhelné doly (VUD), pod který byly začleněny doly na Žacléřsku. V roce 1950 byly žacléřské doly Eliška a Jiří, Marie a Julie v Lamperticích a Františka v Černé Vodě sloučeny pod jeden závod Důl Jan Šverma (DJŠ) v Žacléři. V roce 1958 byl stav jam Julie a Marie nevyhovující, proto bylo zahájeno hloubení nové hlavní jámy Jan. Moderní jáma dosáhla hloubky 955 m (v roce 1987), byla vybavena elektrickým těžním strojem. V šedesátých letech 20. století nastala stagnace těžby. Do popředí je postavena ropa, která měla nahradit uhlí. Období stagnace trvalo do sedmdesátých let 20. století. Těžba se pohybovala ve výši kolem 210 000 tun za rok. V roce 1974 činila 270 000 tun. Vzrůst nastal od roku 1981 až do konce osmdesátých let 20. století, kdy bylo vytěženo 250 000 tun uhlí.

### Ukončení těžby
Přechodem na tržní hospodářství v devadesátých letech doly na Žacléřsku přecházejí do útlumového programu Usnesením vlády České a Slovenské federativní republiky ze dne 11. června 1990 č. 397 a dalšími rozhodnutími. Ukončení těžby na Dole Jan Šverma v Žacléři bylo stanoveno na 31. prosince 1992 a tímto dnem byla těžba ukončena. V roce 1996 Ministerstvo kultury ČR prohlásilo šachetní budovu a těžní věž včetně těžního stroje dolu Františka a těžní věž dolu Jiří kulturní památkou ČR. Do roku 2005 byla zlikvidována všechna hlavní důlní díla. Poslední vozík s černým kamenným uhlím byl vytěžen v roce 2002 při likvidaci DJŠ, kdy bylo vybráno při hloubení čerpací jímky na 2. patře dolu a i mohlo být částečně využito. V roce 2000 Ministerstvo kultury ČR prohlásilo šachetní budovu, těžní věž, strojovnu a těžní stroj jámy Julie kulturní památkou ČR. V roce 2011 Ministerstvo kultury ČR prohlásilo areál Dolu Jan Šverma (šachetní budova s kompletním vybavením vozíkového oběhu, ocelová kozlíková těžní věž, úpravna uhlí se spojovacím krkem a šachetní budovou, objekt strojovny s vybavením) kulturní památkou ČR.

### Těžba uhlí na Žacléřsku
| období       | těžba [tuny] | zdroj        | období    | těžba [tuny] | zdroj  |
| ------------ | ------------ | ------------ | --------- | ------------ | ------ |
| do roku 1800 | 20 000       | [ 2 ] [ 16 ] | 1946–1950 | 881 000      | [ 16 ] |
| 1801–1820    | 20 000       | [ 2 ] [ 16 ] | 1951–1955 | 1 138 000    | [ 16 ] |
| 1821–1840    | 50 000       | [ 2 ] [ 16 ] | 1956–1960 | 1 193 000    | [ 16 ] |
| 1841–1860    | 325 000      | [ 2 ] [ 16 ] | 1961–1965 | 1 392 000    | [ 16 ] |
| 1861–1880    | 1 755 000    | [ 2 ] [ 16 ] | 1965–1970 | 1 373 000    | [ 16 ] |
| 1881–1900    | 2 800 000    | [ 2 ] [ 16 ] | 1971–1975 | 1 315 000    | [ 16 ] |
| 1901–1920    | 5 170 000    | [ 2 ] [ 16 ] | 1976–1980 | 1 175 000    | [ 16 ] |
| 1921–1940    | 4 335 000    | [ 2 ] [ 16 ] | 1981–1985 | 1 258 000    | [ 16 ] |
| 1941–1945    | 1 205 000    | [ 2 ] [ 16 ] | 1986–1990 | 1 157 000    | [ 16 ] |
|              |              |              | 1991–1992 | 376 000      | [ 16 ] |

### Seznam důlních děl (jam, dolů a štol) na Žacléřsku
| | název                               | název                                      | dílo                          | hloubka, délka [m] | profil, průměr [m] | založeno             | ukončení, zánik         | poznámka                                                            | zdroj         | Souřadnice | Souřadnice | Souřadnice |
| česky                                                                                                 | německy                             | °E                                         | dílo                          | hloubka, délka [m] | profil, průměr [m] | založeno             | ukončení, zánik         | poznámka                                                            | zdroj         | °N         | m n. m.    |            |
| --- | ----------------------------------- | ------------------------------------------ | ----------------------------- | ------------------ | ------------------ | -------------------- | ----------------------- | ------------------------------------------------------------------- | ------------- | ---------- | ---------- | ---------- |
| 1. | Jáma Adolf                          | Adolf-Schacht                              | mělká jáma                    | 40                 | 2,0 x 2,0          | před 1840            | ?                       | napojena na štolu Karoli                                            | [ 1 ]         | 15.91813   | 50.66532   | 634,0      |
| 2. | Jáma Antonín                        | Anton-Schacht                              | větrná                        | 10                 | 2,0 x 2,0          | kolem 1842           | ?                       | propojena s jámou Alexander                                         | [ 1 ]         | 15.92624   | 50.67356   | 566,0      |
| 3. | Jáma Eliška                         | Elisabeth-Schacht                          | těžní, vodní                  | 148                | 7,0 x 2,5          | 1868                 | 1968                    |                                                                     | [ 18 ]        | 15.92386   | 50.67215   | 578,0      |
| 4. | Jáma Ferdinand                      | Ferdinand-Schacht                          | mělká jáma                    | asi 10             | 2,0 x 2,0          | před 1800            | asi 1814                |                                                                     | [ 1 ]         | 15.92219   | 50.67015   | 600,0      |
| 5. | Jáma Franzi                         | Franzi-Schacht                             | mělká jáma                    | 20                 | 2,0 x 2,0          | 1840                 |                         |                                                                     | [ 1 ]         | 15.91887   | 50.66680   | 625,0      |
| 6. | Jáma Hugo                           | Hugo-Schacht                               | těžní                         | 70                 | 2,0 x 2,0          | kolem 1840           | po 1855                 | napojena na štolu Karoli                                            | [ 1 ]         | 15.91793   | 50.66368   | 629,0      |
| 7. | Jáma Jiří                           | Georg-Schacht                              | těžní                         | 132                | 3,8 x 2,0          | 1814 1848            | 1994                    | napojena na štolu Josefi                                            | [ 1 ]         | 15.91952   | 50.66605   | 623,7      |
| 8. | Jáma Jordan                         | Jordan-Schacht                             | mělká jáma                    | cca 10             | 2,0 x 2,0          | před 1800            |                         | patří mezi nejstarší, propojená se štolou "X"                       | [ 1 ]         | 15.92364   | 50.67054   | 590,0      |
| 9. | Jáma Prokop                         | Prokoppi-Schacht                           | mělká jáma                    | cca 20             | 2,0 x 2,0          | kolem 1820           |                         |                                                                     | [ 1 ]         | 15.91819   | 50.66766   | 633,0      |
| 10.                                                                                                   | Jáma Alexander                      | Alexander-Schacht                          | větrní                        | 13                 | 2,0 x 2,0          | kolem 1842           | v roce 1872 mimo provoz | napojena na štolu Antoni                                            | [ 1 ]         | 15.92829   | 50.67308   | 562,8      |
| 11.                                                                                                   | Jáma Amalie                         | Amalien-Schacht                            | mělká jáma, víceúčelová       | 5                  | 2,0 x 2,0          | kolem 1865           |                         | odvodnění do 260 m vzdáleného černovodského potoka                  | [ 1 ]         | 15.93244   | 50.67955   | 572,7      |
| 12.                                                                                                   | Jáma Cecílie                        | Cäcilien-Schacht                           | větrní, úpadnice              | 93                 | 2,0 x 2,0          | kolem 1900           |                         |                                                                     | [ 1 ]         | 15.92951   | 50.67685   | 605,4      |
| 13.                                                                                                   | Jáma Klára                          | Clara-Schacht                              | úpadnice, větrní, pomocná     | 63                 | 2,0 x 2,0          | před 1850            |                         |                                                                     | [ 1 ]         | 15.92485   | 50.67664   | 596,0      |
| 14.                                                                                                   | Jáma Františka                      | Fanny-Schacht, Franziska-Schacht           | těžní                         | 239                | 4,8 x 2,5          | 1814                 | 2003                    | napojena na štolu Antonín                                           | [ 1 ] [ 18 ]  | 15.92886   | 50.67409   | 576,4      |
| 15.                                                                                                   | Jáma Karel                          | Carl-Schacht                               | těžní                         | 5–6                | 2,0 x 2,0          | po 1855              |                         | napojena na štolu Karel                                             | [ 1 ]         | 15.92435   | 50.67688   | 597,0      |
| 16.                                                                                                   | Jáma Štefan                         | Stephani-Schacht                           | úpadnice                      | 48                 | 2,0 x 2,0          | 1820                 | do 1900                 |                                                                     | [ 1 ]         | 15.92891   | 50.67774   | 599,3      |
| 17.                                                                                                   | Jáma Florian                        | Florian-Schacht                            | mělká jáma                    | 20                 | 2,0 x 2,0          |                      |                         |                                                                     | [ 1 ]         | 15.92606   | 50.6666    | 580,0      |
| 18.                                                                                                   | Jáma Johana                         | Johanna-Schacht                            | mělká jáma                    | 30                 | 2,0 x 2,0          | kolem 1873           |                         |                                                                     | [ 1 ]         | 15.92672   | 50.66594   | 565,0      |
| 19.                                                                                                   | Jáma Julie                          | Julien-Schacht                             | těžní, vtažná                 | 865                | průměr 4,5         | 1853                 | 2005                    |                                                                     | [ 1 ] [ 19 ]  | 15.92867   | 50.67073   | 578,9      |
| 20.                                                                                                   | Jáma Marie                          | Marien-Schacht                             | těžní,                        | 528                | 5,5 x 2,6          | 1814                 | 1974                    |                                                                     | [ 1 ]         | 15.92924   | 50.66778   | 578,8      |
| 21.                                                                                                   | Jáma Jan                            |                                            | těžní                         | 955                | průměr 5,5         | 1958                 | 2004                    |                                                                     | [ 18 ] [ 19 ] | 15.92910   | 50.66868   | 578,8      |
| 22.                                                                                                   | Jáma Václav                         | Wenzel-Schacht                             | mělká jáma                    | 10                 | 2,0 x 2,0          | před 1873            |                         |                                                                     | [ 1 ] [ 17 ]  | 15.92569   | 50.66852   | 595,0      |
| 23.                                                                                                   | Štola Antoni                        |                                            | dědičná štola (vodní, větrná) | 160                | 2,0 x 2,0          | před 1847 (asi 1840) |                         | pro jámu Františka                                                  | [ 1 ] [ 17 ]  | 15.92834   | 50.67249   | 550,0      |
| 24.                                                                                                   | Boberská štola – dolní              | Bober-Stollen                              | slepá štola                   | 200                | 2,5 x 2,0          |                      |                         |                                                                     | [ 1 ] [ 17 ]  | 15.91091   | 50.67946   | 573,0      |
| 25.                                                                                                   | Boberská štola – horní              | Gutglück-Stollen                           | průzkumná štola               | 400                | 2,5 x 2,0          |                      |                         | na důlní míře Gutglück                                              | [ 1 ] [ 17 ]  | 15.91317   | 50.67684   | 577,0      |
| 26.                                                                                                   | Štola Caroli                        | Carl-Erbstollen (Karoli-Stollen)           | dědičná štola (vodní, větrná) | 200                | 2,0 x 2,0          | kolem 1840           |                         | 38,2 m nad štolou Josefi, pro jámu Hugo, po roce 1848 pro jámu Jiří | [ 1 ] [ 17 ]  | 15.92036   | 50.66157   | 598,0      |
| 27.                                                                                                   | Císařská štola horní (Erární štola) | Kaiserstollen (Oberer Aerarischer Stollen) | slepá štola                   | 250                | 2,0 x 2,0          |                      | 70. letech 20. století  | SV svah kopce Šibeničník                                            | [ 1 ] [ 17 ]  | 15.91976   | 50.65741   | 536,0      |
| 28.                                                                                                   | Erární štola dolní                  | Kaiser-Stollen (Schürf-Stollen)            | slepá                         | 150                | 2,0 x 2,0          | 1865                 |                         | SV svah Kozince                                                     | [ 1 ] [ 17 ]  | 15.94074   | 50.65362   | 496,5      |
| 29.                                                                                                   | Prokopská úpadní                    | Procopi-Stollen                            | svážná štola, větrná          | 150                | 2,0 x 2,0          | před 1900            |                         | úklon 22°                                                           | [ 1 ] [ 17 ]  | 15.91391   | 50.66672   | 612,0      |
| 30.                                                                                                   | Sklad trhavin                       |                                            | sklad                         | 150                | 2,0 x 2,0          |                      |                         |                                                                     | [ 1 ] [ 17 ]  | 15.92777   | 50.66585   | 575,0      |
| 31.                                                                                                   | Štola Barbora (Barbara)             | Barbara-Stollen                            | vodní                         | 200                | 2,0 x 20,          |                      |                         |                                                                     | [ 1 ] [ 17 ]  | 15.92438   | 50.67544   | 585,0      |
| 32.                                                                                                   | Štola Egidi                         | Aegidi-Erbstollen                          | dědičná                       | 685                | 2,0 x 2,0          | 1830                 | po 1945                 | ústí překryto odvalem DJŠ                                           | [ 1 ] [ 17 ]  | 15.93617   | 50.66743   | 536,4      |
| 33.                                                                                                   | Štola Josefi                        | Josefi-Erbstollen                          | dědičná pro jámu Jiří         | 550                | 2,0 x 2,0          | po 1830              |                         |                                                                     | [ 1 ] [ 17 ]  | 15.92348   | 50.66067   | 560,0      |
| 34.                                                                                                   | Štola Karel                         | Carl-Stollen                               | dědičná                       | 100                | 2,0 x 2,0          | 1850–1855            |                         |                                                                     | [ 1 ] [ 17 ]  | 15.92531   | 50.67624   | 590,0      |
| 35.                                                                                                   | Štola Prokopi                       | Procoppi-Erbstollen                        | dědičná, těžní                | 670                | 1,6 x 2,2          | před 1814            |                         |                                                                     | [ 1 ] [ 17 ]  | 15.92869   | 50.67207   | 550,0      |
| 36.                                                                                                   | Štola Prokopi pomocná               |                                            |                               | 210                | 1,6 x 0,8          |                      |                         |                                                                     | [ 1 ] [ 17 ]  | 15.93069   | 50.67156   | 253,4      |
| 37.                                                                                                   | Štola v Červené kolonii             | Luft-Schacht                               | větrní pro jámu Jiří          | 410                | 1,8 x 1,5          | kolem 1800           |                         |                                                                     | [ 1 ] [ 17 ]  | 15.91511   | 50.66880   | 608,2      |
| 38.                                                                                                   | Štola Wilhelmína                    | Wilhelmine-Stollen                         | víceúčelová                   | 240                | 2,0 x 2,0          | po 1785              |                         |                                                                     | [ 1 ] [ 17 ]  | 15.92160   | 50.67231   | 590,0      |
| 39.                                                                                                   | Štola X                             |                                            | dědičná                       | 200                | 2,0 x 2,0          | před 1800            |                         | propojena s jámou Jordán                                            | [ 1 ] [ 17 ]  | 15.92447   | 50.67044   | 580,0      |
| 40.                                                                                                   | Štola Y                             |                                            |                               | 200                | 2,0 x 2,0          |                      |                         |                                                                     | [ 1 ] [ 17 ]  | 15.93463   | 50.68073   | 560,0      |
| 41.                                                                                                   | Svážná 10/121                       |                                            | úpadnice                      | 800                | 3,5 x 2,4          |                      |                         |                                                                     | [ 1 ] [ 17 ]  | 15.91935   | 50.66905   | 621,0      |
| 42.                                                                                                   | Svážná 10/128-6                     |                                            | úpadnice                      | 200                | 3,5 x 2,4          |                      |                         |                                                                     | [ 1 ] [ 17 ]  | 15.91799   | 50.66420   | 633,0      |
| 43.                                                                                                   | Svážná 11/130                       |                                            | úpadnice, odvádění větrů      | 230                | 3,5 x 2,4          |                      |                         | zdroj uvádí délku 501 m                                             | [ 1 ] [ 17 ]  | 15.91923   | 50.66965   | 613,3      |
| 44.                                                                                                   | Svážná 12/121                       |                                            | úpadnice, vtažná              | 530                | 3,5 x 2,4          |                      |                         | zdroj uvádí délku 281 m,                                            | [ 1 ] [ 17 ]  | 15.91717   | 50.66977   | 610,9      |
| 45.                                                                                                   | Větrní vrt Vrchlík                  |                                            |                               | 52                 | průměr 1,2         |                      | 1985                    | zdroj uvádí délku 74 m, z toho 52 m je svislá                       | [ 1 ] [ 17 ]  | 15.92211   | 50.66949   | 607,2      |
| 46.                                                                                                   | Výduch 13. nadložní sloje           |                                            | úpadnice, větrný kanál        | 60                 | 2,4 x 2,0          | před 1894            |                         |                                                                     | [ 1 ] [ 17 ]  | 15.91704   | 50.66666   | 625,0      |
| 47.                                                                                                   | Výduch 14. nadložní sloje           |                                            | větrný kanál                  | 10                 | 2,0 x 2,0          |                      | kolem 1882              |                                                                     | [ 1 ] [ 17 ]  | 15.91578   | 50.67042   | 602,0      |
| 48.                                                                                                   | Výduch 2. nadložní sloje            | Luft-Schacht                               | větrní                        | 60                 | 2,0 x 2,0          | před 1840            |                         |                                                                     | [ 1 ] [ 17 ]  | 15.91949   | 50.66474   | 627,0      |
| 49.                                                                                                   | Výduch 21/220                       |                                            | úpadnice                      | 45                 | 2,4 x 2,0          |                      |                         |                                                                     | [ 1 ] [ 17 ]  | 15,926°E   | 50,680°N   | 578,0      |
| 50.                                                                                                   | Výduch 5. nadložní sloje            |                                            | úpadnice                      | 90                 | 2,0 x 2,0          | před 1970            |                         |                                                                     | [ 1 ] [ 17 ]  | 15.92100   | 50.66830   | 618,0      |
| 51.                                                                                                   | Výduch 9.nadložní sloje Černá Voda  |                                            | úpadnice větrní               | 180                | 2,0 x 2,0          | 1905                 |                         |                                                                     | [ 1 ] [ 17 ]  | 15.93650   | 50.67939   | 561,6      |
| 52.                                                                                                   | Výduch 9.nadložní sloje Eliška      |                                            | úpadnice víceúčelová          | 95                 | 2,0 x 2,0          |                      |                         |                                                                     | [ 1 ] [ 17 ]  | 15.91665   | 50.67104   | 602,0      |
| 53.                                                                                                   | Výduch 9.nadložní sloje Jiří        |                                            | úpadnice víceúčelová          | 90                 | 2,0 x 2,0          | kolem 1880           |                         |                                                                     | [ 1 ] [ 17 ]  | 15.91821   | 50.666556° | 632,0      |
| 54.                                                                                                   | Výduch č.1 – 14. nadložní sloj      | Luft-Schacht (Franzen-Schacht)             | úpadnice                      | 70                 | 2,0 x 2,0          | 1873                 |                         |                                                                     | [ 1 ] [ 17 ]  | 15.91680   | 50.66588   | 626,0      |
| 55.                                                                                                   | Výduch č.2 – 14. nadložní sloj      |                                            | úpadní větrní kanál           | 40                 | 2,0 x 2,0          | před 1892            |                         |                                                                     | [ 1 ] [ 17 ]  | 15.91683   | 50.66824   | 621,0      |
| Souřadnice jsou doplněny podle zdroje: Česká geologická služba. Vlivy důlní činnosti, Dostupné online |                                     |                                            |                               |                    |                    |                      |                         |                                                                     |               |            |            |            |